# Inácio Francisco Silveira da Mota (1836-1907)
Inácio Francisco Silveira da Mota (Lisboa, 1836 —  1907), foi um político, jornalista e escritor português.

## Vida
Inácio Francisco Silveira da Mota nasceu em Lisboa em 1836. Filho de um advogado, frequentou o curso de Direito na Faculdade de Direito da Universidade de Coimbra, onde se formou Bacharel em 1856. Foi eleito membro da Associação dos Advogados de Lisboa, mas pouco tempo exerceu, no escritório de seu pai, de onde saiu para se dedicar à política.
Foi eleito deputado pela primeira vez em 1863 pelo círculo de Faro, tendo, até 1878, sido reeleito por diversos círculos eleitorais.
Exerceu diversos cargos públicos, nomeadamente: subdirector geral dos Negócios Eclesiásticos (1864) e dos Negócios da Justiça (1868) e director da Direcção Geral do Registo Civil e Estatística.
Reputado jornalista e homem de letras deixou colaboração em diversos jornais e revistas de índole histórica e literária, nomeadamente no Arquivo Universal de que foi fundador e um dos directores  e ainda na Revista Contemporânea de Portugal e Brasil  (1859-1865).

## Obras
- A Harpa do Livre
- Horas de repouso
- Quadros de História Portuguesa (eBook)
- Viagens na Galiza